# Rui Jordão
Rui Jordão (ur. 9 sierpnia 1952 w Bengueli, zm. 18 października 2019 w Cascais) – portugalski piłkarz grający na pozycji napastnika. Uczestnik Euro 84 we Francji.

## Kariera
Karierę rozpoczął w Sportingu Benguela. Następnie wyjechał do Portugalii, do Benfiki Lizbona. W barwach Encarnados rozegrał 127 meczów, w których zdobył 81 goli. Kolejnym jego klubem został w 1976 roku Real Saragossa. Sezon 1976/1977  był dla Jordão udany, lecz piłkarz postanowił wrócić do Portugalii – został piłkarzem klubu Sporting CP. To właśnie w barwach tego klubu został królem strzelców Primeira Liga. Ostatnim zespołem w jego karierze była Vitória Setúbal. W 1989 roku postanowił zakończyć karierę.

## Sukcesy
- Mistrzostwo Portugalii (2): 1980, 1982
- Puchar Portugalii (2): 1978, 1982
- Superpuchar Portugalii (1): 1982
- Piłkarz roku w Portugalii (1): 1980
- Król strzelców Primeira Liga (1): 1980